# 日本コナモン協会
日本コナモン協会は、コナモン（粉食、粉物）の認知と普及、また粉物文化の継承と発展を主な目的として設立された任意団体である。

## 概要
生活文化研究家の熊谷真菜により2003年5月7日に設立。また、語呂合わせで5月7日を「コナモンの日」とし、日本記念日協会（長野県佐久市）に記念日としての認定を受けた。

## 経緯
コナモンとは主に穀粉などの食用粉を調理したものを指し、世界各地に存在する料理でもある。ところが、日本を代表するたこ焼きなどのおやつ・間食、いわゆるB級グルメとされる事が多い粉物料理については本格的な文献、資料などが少ないとされる。創立者となる熊谷真菜は友人から「なぜ大阪にたこ焼き博物館がないのでしょうか」とのメールを受け取ったことが動機となり、協会設立の準備へと至った。

## 活動
2003年5月7日に日本コナモン協会設立総会を池袋で開催。以後、2004年～2005年にかけて、全国各地で粉食を紹介するイベント、講演会などが行われた。2009年11月5日にはインディーズDVD「粉もんマンボ体操」が発売されている。

## キャラクター
- ウッスマン - 粉をひく「臼」がモチーフのキャラクター。
- コナモ - 小麦粉の原料である麦を頭にまとった「小麦粉の精」。